# Municipalità di Coorong
La municipalità di Coorong è una Local Government Area che si trova in Australia Meridionale. Essa si estende su una superficie di 8.830,6 chilometri quadrati e ha una popolazione di 5.825 abitanti. La sede del consiglio si trova a Meningie.